# ヴァンキッシュラン
ヴァンキッシュラン（Vanquish Run）は、日本の競走馬・種牡馬。2016年の青葉賞の勝ち馬である。

## 現役時代

### デビュー前
2013年3月18日、北海道千歳市の社台ファームで誕生。同年のセレクトセール当歳馬市場で島川隆哉によって1億9,000万円（税抜）で落成された。これは、「アゼリの2013」（後のロイカバード）の2億4,000万円、「マルペンサの2013」（後のサトノダイヤモンド）の2億3,000万円に次ぐこの日3番目の高額であった。しかし、社台ファームでの育成中では父の産駒としては珍しく歩きに硬さを見せることもあり、デビューの段階でもスタッフは本馬の能力に対して半信半疑の気持ちだったという。

### 2歳（2015年）
7月26日の新馬戦（函館芝1800m）でデビューするが、単勝1.4倍の圧倒的人気に応えられず2着となる。年内は未勝利戦を2回走って3着、2着と勝ち切れない競馬が続いた。

### 3歳（2016年）
4戦目となった未勝利戦で待望の初勝利を挙げる。この頃から、スタッフに「走りのフォームや馬体が一変した。こんなに変わる馬も珍しい」と評されるほど急激な成長を見せる。
続く3歳500万下では、圧倒的1番人気の良血馬レーヴァテインをクビ差競り落とすも、直線で外側に斜行して同馬の進路を妨害したとして2着に降着となった。仕切り直しの一戦となったアザレア賞（500万下）では、直線で内へもたれながらもジュンヴァルカンとの追い比べをクビ差制して2勝目を挙げた。
青葉賞(GII)ではミルコ・デムーロが騎乗停止となったため、内田博幸と初コンビを組んだ。レースは1000m～2200m地点がすべて11秒台という底力を要求される流れとなり、直線で一気に先行馬を捉えて抜け出すと、追い込んできたレッドエルディストに1馬身1/4差をつけて重賞初制覇を果たし、東京優駿の優先出走権を獲得した。勝ち時計2分24秒2は同レースの歴代2位となる好時計だった。この年のクラシックは皐月賞(GI)がレコード決着となり、別路線組からもスマートオーディンや本馬が前哨戦で強い勝ち方を見せたため、東京優駿(GI)は戦前から「空前のハイレベル」と評されて注目を集めていた。人気では皐月賞4着のエアスピネルより上の6番人気に支持されたが、追ってから前走ほどの伸びがなく、13着に沈んだ。
その後は放牧に出されていたが、8月3日に右前脚屈腱炎が判明。症状は軽度と診断され、翌年秋以降の復帰を目指して幹細胞手術が施された。

### 4歳（2017年）
復帰に向けた調教が積まれていたが、7月に屈腱炎が再発。8月10日付で競走馬登録を抹消し、現役を引退した。

## 種牡馬時代
現役引退後は種牡馬として海外からも複数のオファーがあったが、馬主の島川隆哉が所有するエスティファームでプライベート種牡馬となった。
2021年7月2日、浦和競馬3Rでクレールアドレが1着となり、産駒の初勝利を挙げた。
2021年8月14日、札幌競馬場で行われたコスモス賞でトーセンヴァンノが1着となり、産駒のJRA初勝利を挙げた。
2021年8月15日、盛岡競馬場で行われた若鮎賞をギャレットが1着となり、産駒の重賞初勝利を挙げた。

### 主な産駒

#### 地方重賞優勝馬
- ギャレット（2021年若鮎賞、2024年いしがきマイラーズ）
- トーセンキャロル（2022年ひまわり賞、OROオータムティアラ、2023年岩鷲賞）[13]

## 競走成績
以下の内容は、netkeiba.comの情報に基づく。
| 競走日     | 競馬場 | 競走名     | 格  | 距離（馬場）  | 頭 数 | 枠 番 | 馬 番 | オッズ （人気） | 着順 | タイム （上がり3F） | 着差 | 騎手        | 斤量 [kg] | 1着馬（2着馬）         | 馬体重 [kg] | 備考    |
| ---------- | ------ | ---------- | --- | ------------- | ----- | ----- | ----- | --------------- | ---- | ------------------- | ---- | ----------- | --------- | ---------------------- | ----------- | ------- |
| 2015.07.26 | 函館   | 2歳新馬    |     | 芝1800m（稍） | 11    | 4     | 4     | 001.40（1人）   | 02着 | R1:55.0（36.4）     | -0.5 | 0岩田康誠   | 54        | アフターダーク         | 486         |         |
| 0000.11.07 | 京都   | 2歳未勝利  |     | 芝2000m（良） | 10    | 7     | 7     | 002.90（1人）   | 03着 | R2:02.3（34.8）     | -0.2 | 0浜中俊     | 55        | ファスナハト           | 484         |         |
| 0000.12.06 | 中京   | 2歳未勝利  |     | 芝2000m（良） | 14    | 7     | 11    | 004.10（3人）   | 02着 | R2:04.3（34.5）     | -0.2 | 0M.デムーロ | 55        | アドマイヤダイオウ     | 490         |         |
| 2016.01.16 | 京都   | 3歳未勝利  |     | 芝2000m（良） | 16    | 6     | 12    | 002.20（2人）   | 01着 | R2:02.2（34.2）     | -0.0 | 0M.デムーロ | 56        | （ロードプレミアム）   | 498         |         |
| 0000.02.06 | 東京   | 3歳500万下 |     | 芝2400m（良） | 12    | 1     | 1     | 007.90（3人）   | 02着 | R2:28.5（33.2）     | -0.0 | 0F.ベリー   | 56        | レーヴァテイン         | 496         | [ † 1 ] |
| 0000.04.02 | 阪神   | アザレア賞 | 5下 | 芝2400m（良） | 11    | 8     | 11    | 001.60（1人）   | 01着 | R2:25.9（34.1）     | -0.0 | 0M.デムーロ | 56        | （ジュンヴァルカン）   | 488         |         |
| 0000.04.30 | 東京   | 青葉賞     | GII | 芝2400m（良） | 13    | 5     | 6     | 005.10（4人）   | 01着 | R2:24.2（34.5）     | -0.2 | 0内田博幸   | 56        | （レッドエルディスト） | 490         |         |
| 0000.05.29 | 東京   | 東京優駿   | GI  | 芝2400m（良） | 18    | 7     | 14    | 016.60（6人）   | 13着 | R2:25.4（34.7）     | -1.4 | 0内田博幸   | 57        | マカヒキ               | 496         |         |

1. ↑  1位入線2着降着

## 血統表
| ヴァンキッシュランの血統                              | ヴァンキッシュランの血統                               | ヴァンキッシュランの血統   | （血統表の出典）           | （血統表の出典）  |
| 父系                                                  | サンデーサイレンス系                                   | サンデーサイレンス系       | サンデーサイレンス系       | [ § 2 ]           |
| 父 ディープインパクト 2002 鹿毛                       | 父の父*サンデーサイレンス Sunday Silence 1986 青鹿毛   | Halo                       | Hail to Reason             | Hail to Reason    |
| 父 ディープインパクト 2002 鹿毛                       | 父の父*サンデーサイレンス Sunday Silence 1986 青鹿毛   | Halo                       | Cosmah                     |                   |
| 父 ディープインパクト 2002 鹿毛                       | 父の父*サンデーサイレンス Sunday Silence 1986 青鹿毛   | Wishing Well               | Understanding              | Understanding     |
| 父 ディープインパクト 2002 鹿毛                       | 父の父*サンデーサイレンス Sunday Silence 1986 青鹿毛   | Wishing Well               | Mountain Flower            |                   |
| 父 ディープインパクト 2002 鹿毛                       | 父の母*ウインドインハーヘア Wind in Her Hair 1991 鹿毛 | Alzao                      | Lyphard                    | Lyphard           |
| 父 ディープインパクト 2002 鹿毛                       | 父の母*ウインドインハーヘア Wind in Her Hair 1991 鹿毛 | Alzao                      | Lady Rebecca               |                   |
| 父 ディープインパクト 2002 鹿毛                       | 父の母*ウインドインハーヘア Wind in Her Hair 1991 鹿毛 | Burghclere                 | Busted                     | Busted            |
| 父 ディープインパクト 2002 鹿毛                       | 父の母*ウインドインハーヘア Wind in Her Hair 1991 鹿毛 | Burghclere                 | Highclere                  |                   |
| 母 *リリーオブザヴァレー Lily of the Valley 2007 鹿毛 | 母の父Galileo 1998 鹿毛                                | Sadler's Wells             | Northern Dancer            | Northern Dancer   |
| 母 *リリーオブザヴァレー Lily of the Valley 2007 鹿毛 | 母の父Galileo 1998 鹿毛                                | Sadler's Wells             | Fairy Bridge               |                   |
| 母 *リリーオブザヴァレー Lily of the Valley 2007 鹿毛 | 母の父Galileo 1998 鹿毛                                | Urban Sea                  | Miswaki                    | Miswaki           |
| 母 *リリーオブザヴァレー Lily of the Valley 2007 鹿毛 | 母の父Galileo 1998 鹿毛                                | Urban Sea                  | Allegretta                 |                   |
| 母 *リリーオブザヴァレー Lily of the Valley 2007 鹿毛 | 母の母Pennegale 1998 鹿毛                              | Pennekamp                  | Bering                     | Bering            |
| 母 *リリーオブザヴァレー Lily of the Valley 2007 鹿毛 | 母の母Pennegale 1998 鹿毛                              | Pennekamp                  | Coral Dance                |                   |
| 母 *リリーオブザヴァレー Lily of the Valley 2007 鹿毛 | 母の母Pennegale 1998 鹿毛                              | Gale Warning               | *ラストタイクーン          | *ラストタイクーン |
| 母 *リリーオブザヴァレー Lily of the Valley 2007 鹿毛 | 母の母Pennegale 1998 鹿毛                              | Gale Warning               | Gay Apparel                |                   |
| 母系(F-No.)                                           | (FN:4-r)                                               | (FN:4-r)                   | (FN:4-r)                   | [ § 3 ]           |
| 5代内の近親交配                                       | Northern Dancer 5×4＝9.38%                             | Northern Dancer 5×4＝9.38% | Northern Dancer 5×4＝9.38% | [ § 4 ]           |
| 出典                                                  | 1. 2. 3. 4.                                            | 1. 2. 3. 4.                | 1. 2. 3. 4.                | 1. 2. 3. 4.       |

- 母リリーオブザヴァレー（英語版）はフランス産。現役時代にオペラ賞(GI)を含む重賞3勝を挙げている[17]。